# Luis Romero (Fußballspieler, 1968)
Luis Alberto Romero Santos (* 15. Juni 1968 in Barros Blancos) ist ein ehemaliger uruguayischer Fußballspieler.

## Karriere
Romero begann seine Karriere 1997 bei Sud América. Als Profi spielte er unter anderem in Italien bei Cagliari Calcio in der Serie A, in China bei Shandong Luneng Taishan in der Chinese Super League und bei mehreren Vereinen in der Primera División. Romero beendete seine Karriere 2007 bei Cerro Largo FC.